# Mimbaste
Mimbaste (gaskonsko Mimbasta) je naselje in občina v francoskem departmaju Landes regije Akvitanije. Naselje je leta 2009 imelo 1.002 prebivalca.

## Geografija
Kraj leži v pokrajini Gaskonji 11 km jugovzhodno od Daxa.

## Uprava
Občina Mimbaste skupaj s sosednjimi občinami Cagnotte, Estibeaux, Gaas, Habas, Labatut, Misson, Mouscardès, Ossages, Pouillon in Tilh sestavlja kanton Pouillon s sedežem v Pouillonu. Kanton je sestavni del okrožja Dax.

## Zanimivosti
- cerkev sv. Janeza Krstnika;